# De Witt (Arkansas)
De Witt is een plaats (city) in de Amerikaanse staat Arkansas, en valt bestuurlijk gezien onder Arkansas County.

## Demografie
Bij de volkstelling in 2000 werd het aantal inwoners vastgesteld op 3552.
In 2006 is het aantal inwoners door het United States Census Bureau geschat op 3377, een daling van 175 (-4,9%).

## Geografie
Volgens het United States Census Bureau beslaat de plaats een oppervlakte van
6,7 km², geheel bestaande uit land. De Witt ligt op ongeveer 58 m boven zeeniveau.

## Plaatsen in de nabije omgeving
De onderstaande figuur toont nabijgelegen plaatsen in een straal van 36 km rond De Witt.